# Carlo Duse
Carlo Artemio Vittorio Duse (* 5. Januar 1898 in Udine; † 9. August 1956 in Rom) war ein italienischer Schauspieler, Drehbuchautor und Filmregisseur.

## Leben
Duse entstammt einer Familie, die zahlreiche Künstler hervorbrachte; Eleonora Duse war die Nichte seines Vaters. Der Beginn seiner Karriere fand mit bekannten Theaterkompanien wie denen von Antonio Gandusio, Amintore Galli oder Ermete Zacconi auf der Bühne statt, wo er den jugendlichen Helden gab.
Ab 1933 arbeitete Duse auch stetig für Spielfilme als Charakterdarsteller; in vielen Kostümfilmen interpretierte er hinterlistige Charaktere. Gelegentlich war er auch als Drehbuchautor gefragt; 1939 und 1952 inszenierte er zwei Filme selbst.

## Filmografie (Auswahl)
- 1909: Phaedra
- 1924: Die Hochzeit von Florenz (Romola)
- 1938: Stürme über Morreale (Ettore Fieramosca)
- 1939: Gefährliche Partner (Io, suo padre)
- 1940: Verlassen (Abbandono)
- 1942: Bengasi
- 1942: Una signora dell’Ovest
- 1950: Zwischen Liebe und Laster (Alina)
- 1952: La colpa di una madre (Regie und Drehbuch)
- 1952: Don Camillo und Peppone (Le Petit monde de Don Camillo)
- 1955: Die große Schlacht des Don Camillo (Don Camillo e l'onorevole Peppone)